# لي جون سيوك
لي جون سيوك (بالكورية: 이준석)‏‏ (31 مارس 1985 - ) سياسي، وشخصية أعمال من كوريا الجنوبية.